# Gare de Zaporijia-II
La gare de Zaporijia-II, (ukrainien : Запоріжжя II) est une gare ferroviaire ukrainienne située à Zaporijia.

## Histoire
Elle fut construite en 1904 comme partie du Chemin de fer de Catherine.

## Service des voyageurs

### Accueil

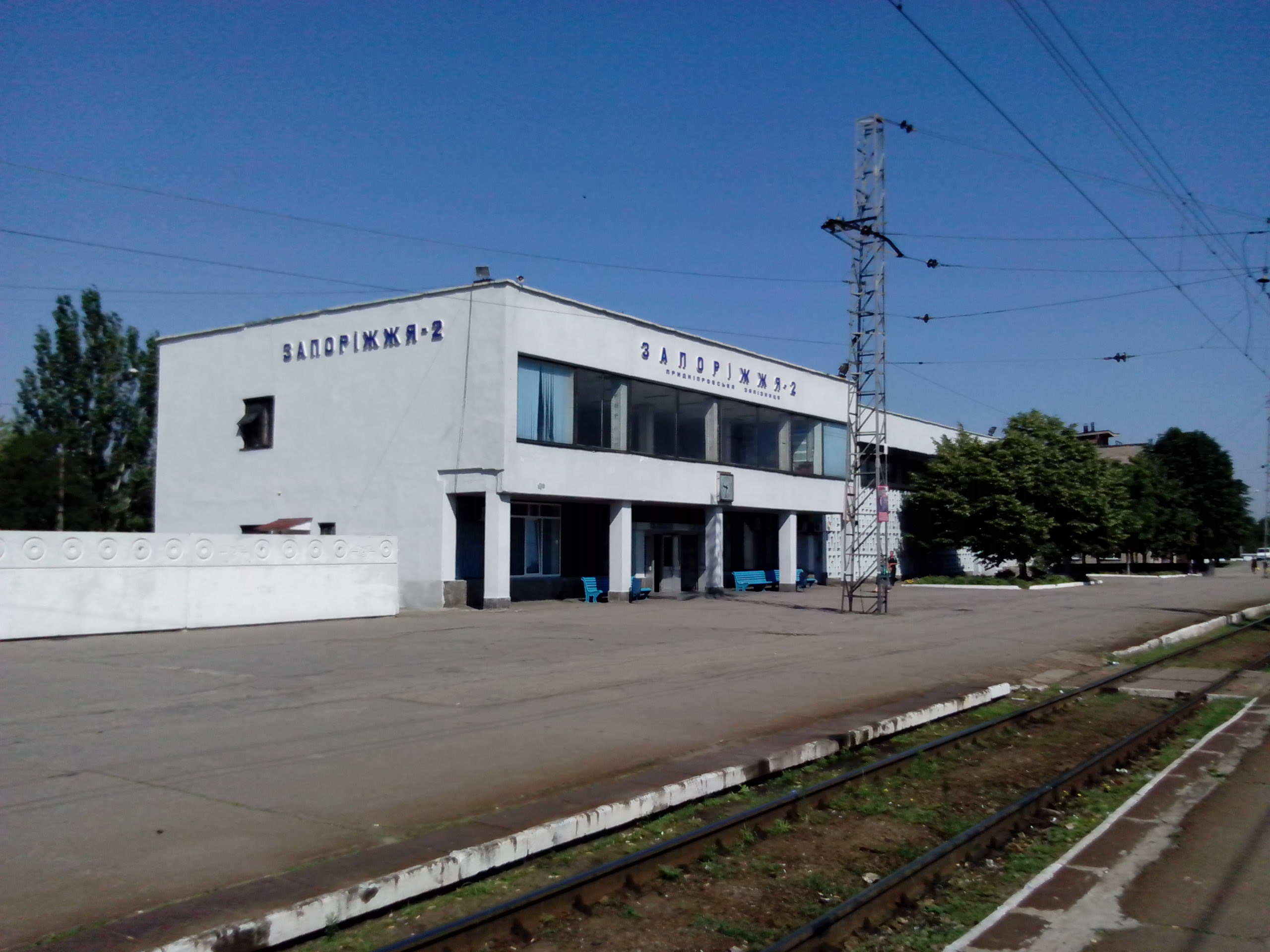
Le nouveau bâtiment
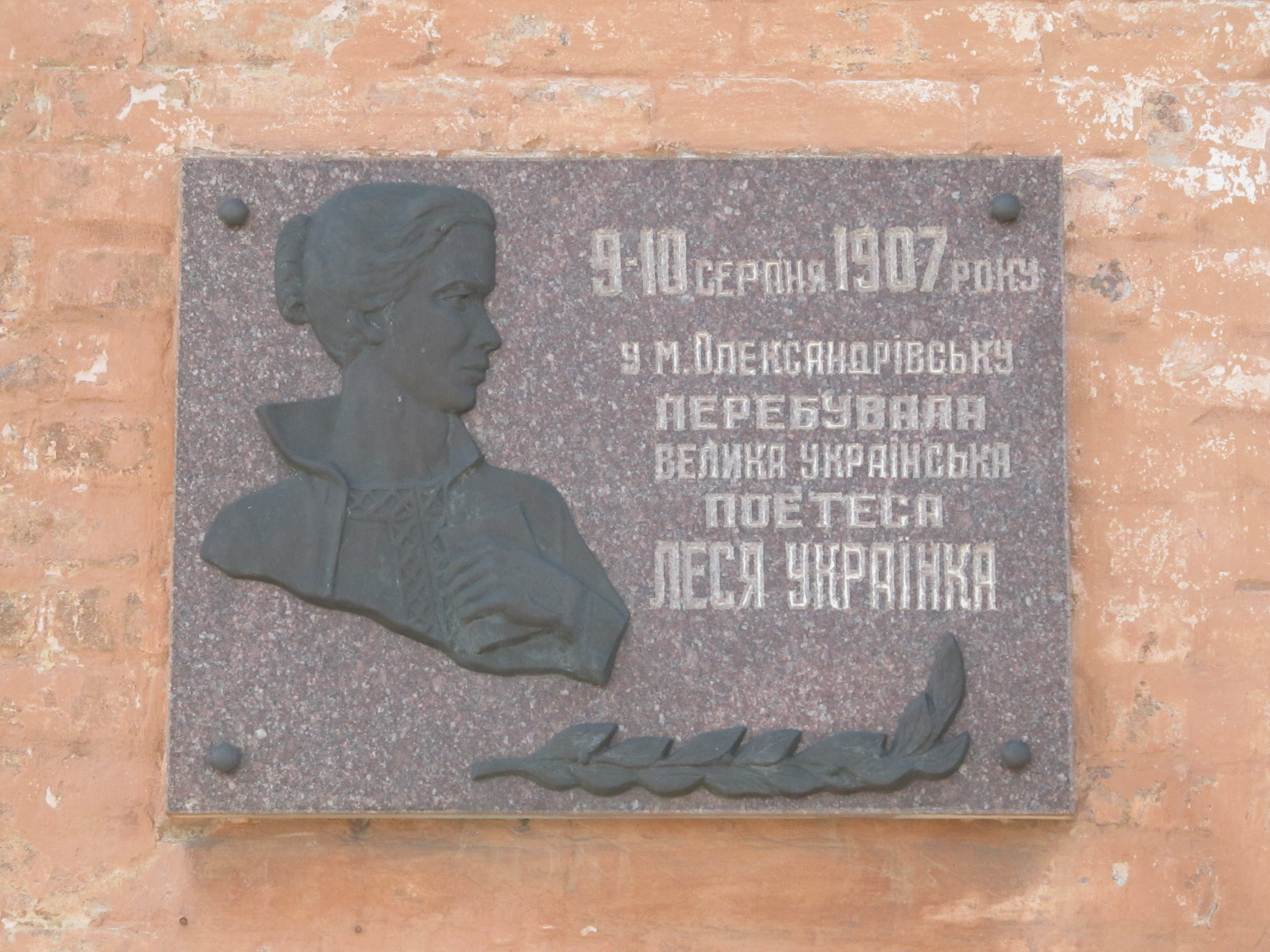
plaque mémorial à Lessia Oukraïnka, classée
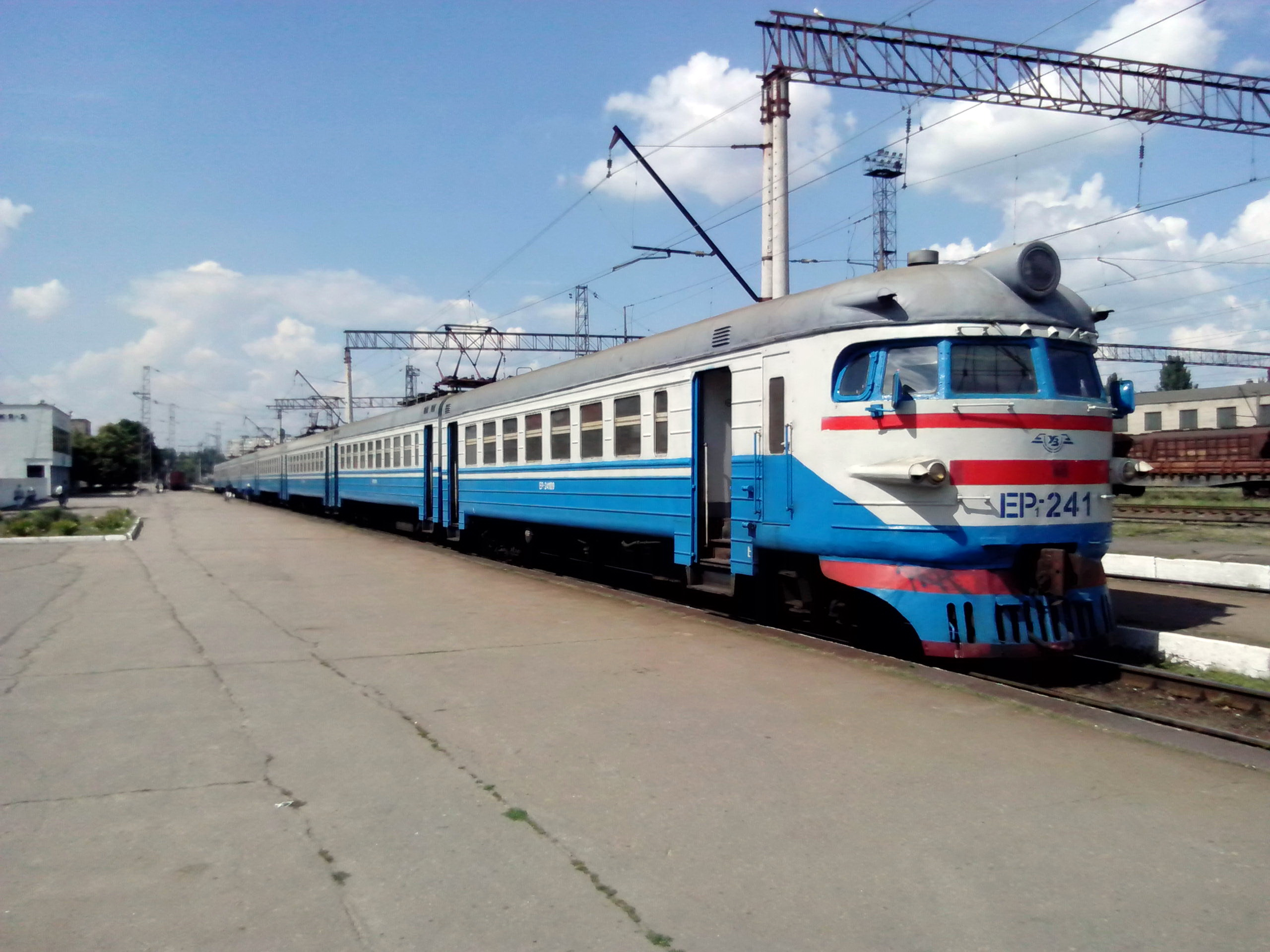
quai.